# 제가
제가(諸加), 또는 제가회의(諸加會議)는 부여의 귀족과 고구려의 귀족회의였다. 부여의 가(加)가 다스리는 지역을 사출도(四出道)라 하였고, 고구려의 귀족은 오부로 구성되었다.

### 고구려
유력 귀족들은 '가(加)’라고 불리며 부족이나 지역 집단의 수장이었는데, 여러 가들이 모여서 귀족 회의를 하였기에 '제가'라고 부른다.
고구려는 제가 회의를 통한 재판이 즉각적으로 열렸기 때문에 오늘날의 구치소 격인 뇌옥이 필요하지 않았다고 여겨진다. 그리고 제가는 전쟁 전에 정치운영의 최고 의결기구로써 전쟁의 수행여부나 중요한 사안을 논의, 결정했던 것으로 보인다.
고구려 초기는 고구려 오부가 연합, 연맹하여 건국하여 5부의 유력 귀족들이 모여 합의하여 국정을 운영하였다. 왕권이 강화되면서 2세기 말경에 이르면 왕이 임명한 국상이 제가회의에 회의를 주제하게 되지만, 고구려 후기에 귀족 연립 정권이 수립되면 다시 이 귀족 회의체가 고구려의 국정 최고 의결기구가 된다.

## 같이 보기
- 화백
- 정사암
- 고구려 태학